# Karen Handel
Karen Christine Handel (Washington, D.C., 18 de abril de 1962) é uma empresária e política norte-americana. Filiada ao Republicano, é Membro da Câmara dos Representantes dos Estados Unidos pelo 6.º distrito congressional da Geórgia. Em 2017, tornou-se a primeira mulher republicana a ser eleita para o Congresso dos Estados Unidos pela Geórgia depois ganhar a mais cara eleição especial para o Congresso na história dos EUA.